# Joseph Boudon
Joseph Boudon (* 16. September 1938 in Retournac; † 1. März 1989 in Le Chambon-Feugerolles) war ein französischer Radrennfahrer und nationaler Meister im Radsport.

## Sportliche Laufbahn
Boudon war Straßenradsportler. Er gewann 1957 die französische Meisterschaft im Straßenrennen der Amateure vor Bernard Viot. 1958 und 1959 wurde er Dritter der Meisterschaft. 1960 wurde er Vize-Meister hinter Roland Lacombe.
Mit dem Radsport begann er im Verein EC Chambon. 1961 und 1962 startete er als Unabhängiger, danach wieder als Amateur. 1956 gewann er eine Etappe der Route de France, 1958 das Eintagesrennen Tour du Lac Léman in der Schweiz, 1959 Paris–Verneuil und Paris–Forges-les-Eaux, 1960 erneut Paris–Verneuil, 1964 eine Etappe der Tour des Combrailles. 1957 kam er in der Tour des Hautes-Alpes auf den 2. Platz, 1959 bei Paris–Rouen. Bei den Straßenradsport-Weltmeisterschaften 1957 wurde er 43. im Amateurrennen. Die Internationale Friedensfahrt 1957 beendete er auf dem 7. Platz